# Ман'єма
Футбольний клуб Ман'єма або просто Ман'єма (англ. Manyema Football Club) — професіональний танзанійський футбольний клуб з міста Дар-ес-Салам.

## Історія
Футбольний клуб «Ман'єма» було засновано в найбільшому місті Танзанії, Дар-ес-Саламі. Протягом своєї історії команда одного разу виступала в танзанійській Прем'єр-лізі. У сезоні 2007/08 років посіла передостаннє 13-е місце та вилетіла до Першого дивізіону чемпіонату країни.